# Наближення випадкових фаз
Наближення випадкових фаз (англійське скорочення RPA — random phase approximation) — наближений теоретичний метод у терії конденсованих середовищ та ядерній фізиці. Його запропонували в низці важливих робіт 1952—1953 років Девід Бом та Девід Пайнз. Метод дозволяє врахувати екрановану взаємодію між електронами і, розрахувавши діелектричну функцію, пояснити з квантової точки зору низку твердотільних явищ, зокрема, плазмони.
У наближенні випадкових фаз вважається, що електрони відчувають повний потенціал електричного поля  V(r), що є сумою зовнішнього збурення  Vext(r) та потенціалу екрануваної взаємодії з іншими електронами Vsc(r). Вважається, що збурення осцилює з частотою ω, тож модель дає самоузгоджену і 
динамічну діелектричну функцію εRPA(k, ω).
Робиться припущення, що внесок у діелектричну функцію від повного потенціалу усереднюється до нуля, окрім складової з хвильовим вектором k. Від цього припущення походить назва методу, фази розсіяних різними електронами хвиль випадкові, а тому в середньому компенсують одна одну. Отриману діелектричну функцію називають діелектричною функцією Ліндгарда. Вона правильно відтворює багато властивостей електронного газу.
В кінці 1950-х  RPA зазнало критики через надто велике число ступенів вільності. Ця критика призвела до інтенсивних пошуків обґрунтування. У ключовій статті Маррі Гелл-Манна та Кіта Брюкнера було показано, що  RPA можна вивести з підсумовування провідних членів ланцюжка діаграм Фейнмана в електронному газі високої густини.
Узгодженість результатів стала важливим обґрунтуванням та мотивувала значний ріст інтересу до теоретичної фізики в кінці 1950-х та  в 1960-х роках.

## Застосування: Основний стан системи бозонів із взаємодією
Основний стан наближення випадкових фаз {\displaystyle \left|\mathbf {RPA} \right\rangle } системи бозонів можна виразити через основні бозонні стани без врахування кореляцій  {\displaystyle \left|\mathbf {MFT} \right\rangle }  та вихідні бозонні збудження {\displaystyle \mathbf {a} _{i}^{\dagger }}
{\displaystyle \left\langle \mathrm {RPA} \right\rangle ={\mathcal {N}}\mathbf {e} ^{Z_{ij}\mathbf {a} _{i}^{\dagger }\mathbf {a} _{j}^{\dagger }/2}\left|\mathrm {MFT} \right\rangle }
де Z — симетрична матриця з  {\displaystyle |Z|\leq 1}, а
{\displaystyle {\mathcal {N}}={\frac {\left\langle \mathrm {MFT} \right|\left.\mathrm {RPA} \right\rangle }{\left\langle \mathrm {MFT} \right|\left.\mathrm {MFT} \right\rangle }}}
Нормування можна обрахувати як
{\displaystyle \langle \mathrm {RPA} |\mathrm {RPA} \rangle ={\mathcal {N}}^{2}\langle \mathrm {MFT} |\mathbf {e} ^{z_{i}({\tilde {\mathbf {q} }}_{i})^{2}/2}\mathbf {e} ^{z_{j}({\tilde {\mathbf {q} }}_{j}^{\dagger })^{2}/2}|\mathrm {MFT} \rangle =1}
де {\displaystyle Z_{ij}=(X^{\mathrm {t} })_{i}^{k}z_{k}X_{j}^{k}} —  сингулярний розклад матриці {\displaystyle Z_{ij}}.
{\displaystyle {\tilde {\mathbf {q} }}^{i}=(X^{\dagger })_{j}^{i}\mathbf {a} ^{j}}
{\displaystyle {\mathcal {N}}^{-2}=\sum _{m_{i}}\sum _{n_{j}}{\frac {(z_{i}/2)^{m_{i}}(z_{j}/2)^{n_{j}}}{m!n!}}\langle \mathrm {MFT} |\prod _{i\,j}({\tilde {\mathbf {q} }}_{i})^{2m_{i}}({\tilde {\mathbf {q} }}_{j}^{\dagger })^{2n_{j}}|\mathrm {MFT} \rangle }
{\displaystyle =\prod _{i}\sum _{m_{i}}(z_{i}/2)^{2m_{i}}{\frac {(2m_{i})!}{m_{i}!^{2}}}=}
{\displaystyle \prod _{i}\sum _{m_{i}}(z_{i})^{2m_{i}}{1/2 \choose m_{i}}={\sqrt {\det(1-|Z|^{2})}}}
Зв'язок між новими та старими збудженнями задається формулою
{\displaystyle {\tilde {\mathbf {a} }}_{i}=\left({\frac {1}{\sqrt {1-Z^{2}}}}\right)_{ij}\mathbf {a} _{j}+\left({\frac {1}{\sqrt {1-Z^{2}}}}Z\right)_{ij}\mathbf {a} _{j}^{\dagger }}.

## Виноски
1. ↑  D. Bohm and D. Pines: A Collective Description of Electron Interactions. I. Magnetic Interactions, Phys. Rev. 82, 625–634 (1951) (abstract)
2. ↑  D. Pines and D. Bohm: A Collective Description of Electron Interactions: II. Collective vs Individual Particle Aspects of the Interactions, Phys. Rev. 85, 338–353 (1952) (abstract)
3. ↑  D. Bohm and D. Pines: A Collective Description of Electron Interactions: III. Coulomb Interactions in a Degenerate Electron Gas, Phys. Rev. 92, 609–625 (1953) (abstract)
4. ↑  H. Ehrenreich and M. H. Cohen, Phys. Rev. 115, 786 (1959)
5. ↑  J. Lindhard, K. Dan. Vidensk. Selsk. Mat. Fys. Medd. 28, 8 (1954)
6. ↑  N. W. Ashcroft and N. D. Mermin, Solid State Physics (Thomson Learning, Toronto, 1976)
7. ↑  G. D. Mahan, Many-Particle Physics, 2nd ed. (Plenum Press, New York, 1990)
8. ↑  M. Gell-Mann, K.A. Brueckner,  Correlation energy of an electron gas at high density, Phys. Rev. 106, 364 (1957)